# Lungomare, Opatija
Lungomare, formellt Frans Josef I:s strandpromenad (Obalno šetalište Franje Josipa I.), är en drygt 12 kilometer lång strandpromenad i Kroatien. Den sträcker sig längs med Opatijas riviera, från Volosko via Opatija, Ičići och Ika till Lovran. Sträckan väster om Opatijas centrala badplats Slatina är sedan år 2005 känd som Kroatiska Walk of Fame. 

## Etymologi
Strandpromenaden är formellt uppkallad efter den tidigare österrikisk-ungerske kejsaren och kroatiske kungen Frans Josef I:s som tidvis vistades Opatija. I folkmun kallas promenaden "Lungomare" som på italienska betyder 'strandpromenad' och lokalt används som egennamn för promenaden.

## Tidigare namn
Opatijasrivierans strandpromenad har burit olika officiella namn sedan den anlades i slutet av 1800-talet. Inledningsvis kallades den Friedrich Schülers strandväg (Friedrich Schüler Strandweg) medan delen från hamnen till Dražice från år 1916 kallades Ärkehertig Eugens promenad (Erzherzog Eugen Promenade). Under mellankrigstiden och det då italienska styret kallades den för Prins Umbertos strandpromenad (Lungomare Principe Umberto) och sedermera även Madonnans strandpromenad (Lungomare della Madonna), Sankt Jakobs väg (Via San Giacomo), Frälsningens strandpromenad (Lungomare della Redenzione) och Drottning Elenas strandpromenad (Lungomare Regina Elena). Efter andra världskrigets slut kallades den för Kustvägen (Obalni put). År 1952 döptes den om till Matko Laginjas promenad (Šetalište Matka Laginje). Nuvarande namn har den haft sedan år 1996.

## Historik

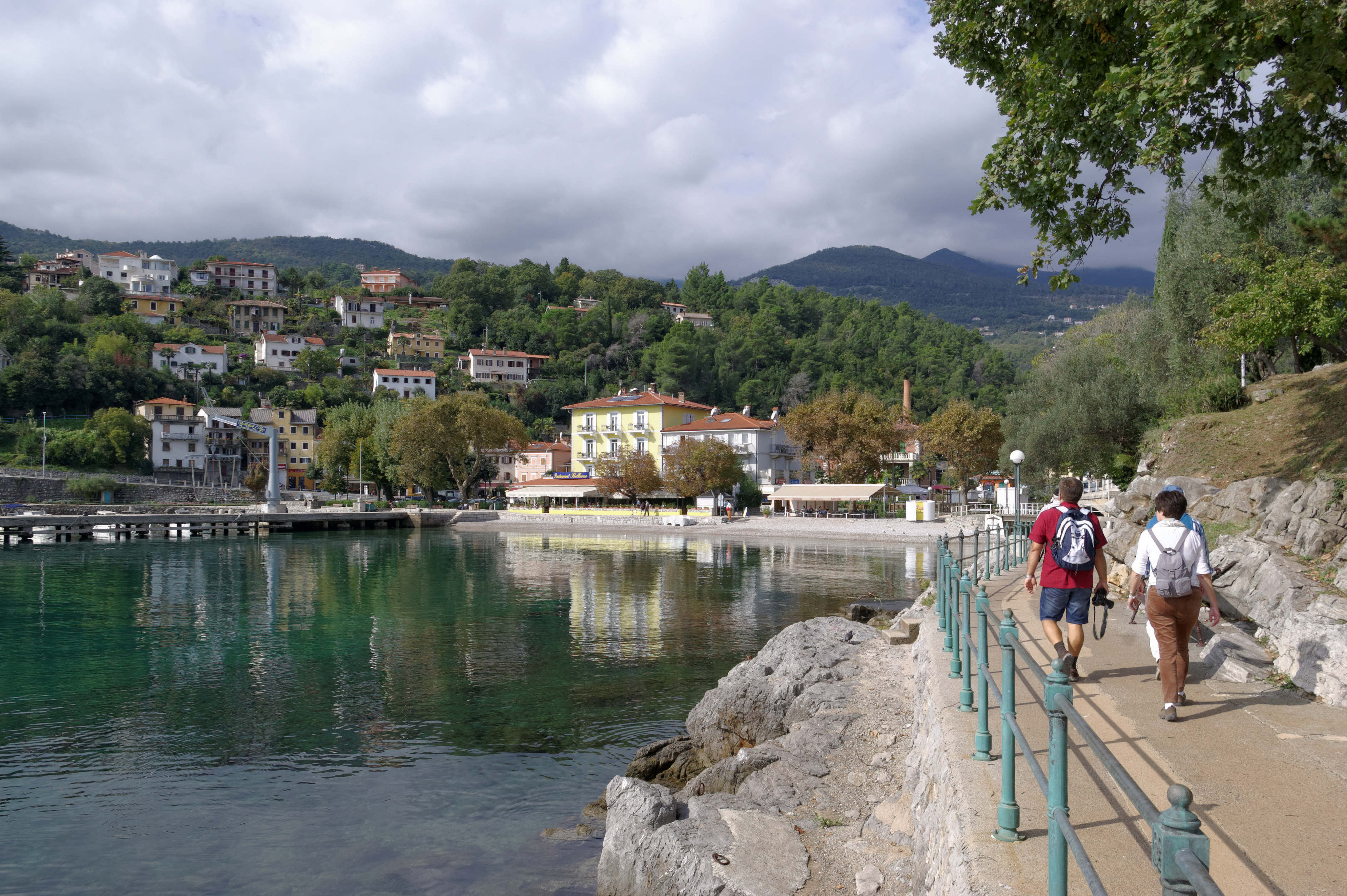
Del av Lungomare år 2014.

Strandpromenaden anlades i etapper åren 1885–1911 på initiativ av Opatijas försköningsklubb (ty. Abbazianer Verschönerungsverein). Opatija hade i slutet av 1800-talet utvecklats till en populär österrikisk-ungersk kurort och syftet med promenaden var att knyta samman staden med angränsande orter som närde samma värden. I enlighet med den rådande tidsandan ansåg klubben att det skulle vara hälsofrämjande med en strandpromenad där människor kunde hämta krafter ur den friska luften och natursköna omgivningarna.   
Den norra delen av promenaden (Volosko–Opatija) färdigställdes åren 1885–1889 vilket sammanföll med uppförandet av de första hotellen i Opatija (Hotel Kvarner år 1884 och Hotel Imperial år 1885). Den södra delen (Opatija–Lovran) slutfördes år 1911.
Längs med promenaden som passerar flera byggnader och lokala landmärken finns minnesmärken över personer som stundtals vistats i Opatija eller på annat vis har anknytning till orten, däribland den polske författaren Henryk Sienkiewicz, den tyske kirurgen Theodor Billroth och den polske generalen (sedermera Polens president) Józef Piłsudski.   